# The Best of Acoustic Jethro Tull
The Best of Acoustic Jethro Tull is een compilatiealbum van de Britse progressieve-rockband Jethro Tull, uitgebracht in 2007.

## Geschiedenis
Dit album kwam als idee van de platenmaatschappij EMI, omdat door de jaren heen ongeveer een kwart van de nummers akoestisch was geweest, en akoestische instrumenten en elementen altijd een belangrijk onderdeel van het bandrepertoire waren geweest.
Het album werd begeleid door een tournee door verschillende landen. Voor deze tournee waren veel nummers in een nieuw jasje gestoken, en ook speelde de groep nieuwe nummers en nummers die ze al jaren niet meer live hadden uitgevoerd.

## Nummers
1. Fat Man
2. Life is a Long Song
3. Cheap Day Return
4. Mother Goose
5. Wond'ring Aloud
6. Thick as a Brick (Edit #1)
7. Skating Away on the Thin Ice of the New Day
8. Cold Wind to Valhalla (intro)
9. One White Duck / 010 = Nothing at All
10. Salamander
11. Jack-in-the-Green
12. Velvet Green
13. Dun Ringill
14. Jack Frost and the Hooded Crow
15. Under Wraps #2
16. Jack-a-Lynn
17. Some Day the Sun Won't Shine for You (versie 1993)
18. Broadford Bazaar
19. The Water Carrier
20. Rupi's Dance
21. A Christmas Song (versie 2003)
22. Weathercock (versie 2003)
23. One Brown Mouse (versie 2007)
24. Pastime with Good Company (2006, live)